# Bryan Steel
Bryan Steel (Nottingham, 5 januari 1969) is een voormalig Brits wielrenner. Steel behaalde zijn grootste resultaten in het baanwielrennen. Hij maakte deel uit van de Britse ploegen tijdens de Olympische Spelen van 1992, 1996,
2000 en 2004. Hij won tijdens deze Spelen 2 medailles.

## Palmares
1990
 Gemenebestspelen ploegenachtervolging
1994
 Gemenebestspelen ploegenachtervolging
1996
2e etappe Ronde van Langkawi Ploegentijdrit
2000
 Olympische Spelen ploegenachtervolging
2001
 Wereldkampioenschap baanwielrennen ploegenachtervolging
2002
 Wereldkampioenschap baanwielrennen ploegenachtervolging
 Gemenebestspelen ploegenachtervolging
2003
 Wereldkampioenschap baanwielrennen ploegenachtervolging
2004
 Wereldkampioenschap baanwielrennen ploegenachtervolging
 Olympische Spelen ploegenachtervolging